# Cantó de Verdun-sur-le-Doubs
El cantó de Verdun-sur-le-Doubs és un cantó francès del departament de Saona i Loira, situat al districte de Chalon-sur-Saône. Té 22 municipis i el cap és Verdun-sur-le-Doubs.

## Municipis
- Allerey-sur-Saône
- Les Bordes
- Bragny-sur-Saône
- Charnay-lès-Chalon
- Ciel
- Clux
- Écuelles
- Gergy
- Longepierre
- Mont-lès-Seurre
- Navilly
- Palleau
- Pontoux
- Saint-Gervais-en-Vallière
- Saint-Loup-Géanges
- Saint-Martin-en-Gâtinois
- Saunières
- Sermesse
- Toutenant
- Verdun-sur-le-Doubs
- Verjux
- La Villeneuve

## Història
| Data d'elecció                           | Identitat          | Partit                    | Qualitat |
| ---------------------------------------- | ------------------ | ------------------------- | -------- |
| 1945-1962                                | Charles Borgeot    | radical                   |          |
| 1962-2001                                | Maurice Duvernois  | RI, després UDF           |          |
| 2001-2008                                | Jean-Pierre Guénot | DL, després divers droite |          |
| 2008-                                    | Jean-Paul Diconne  | PS                        |          |
| les dades anteriors no són pas conegudes |                    |                           |          |
|                                          |                    |                           |          |

## Demografia
| A partir de 1990: Població sense dobles comptes |